# Unitistenorden

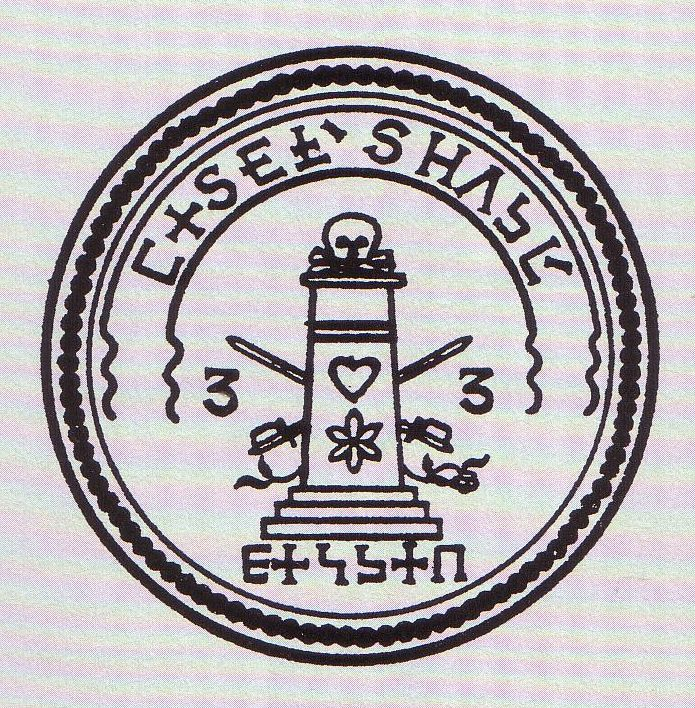
Unitistensiegel

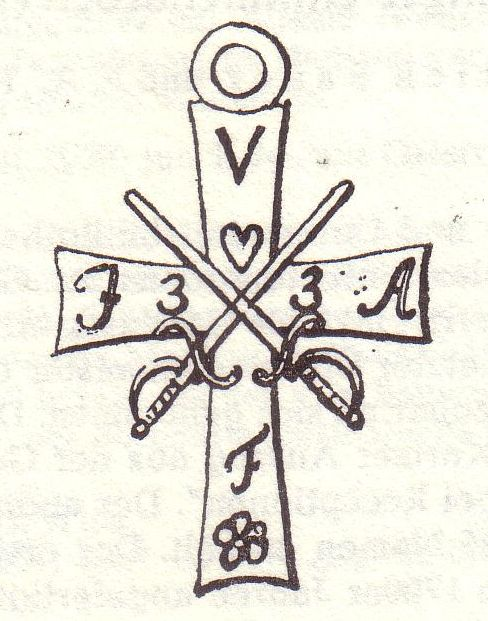
Ordenskreuz der Göttinger Unitisten

Die Unitisten waren Studentenorden zur Zeit der Aufklärung im 18. Jahrhundert.

## Geschichte
Der erste Unitistenorden wurde  1774 von dem pommerschen Theologiestudenten Johann Georg Schütz sowie seinen Freunden Justinus Hermann Meyer aus Nette, Ernst Felix Lundenreich und Johann Christian Hempel aus Colberg an der Universität Halle gestiftet. Die nächsten entstanden in Jena (1785), Göttingen (1786), Leipzig, Frankfurt (Oder), Greifswald, Helmstedt, Marburg (1786), Rostock (1789) und Wittenberg, vielleicht auch in Erlangen. Die Mitglieder waren vor allem Westfalen, Mecklenburger, Pommern und Baltendeutsche.
Als einziger Orden waren die Unitisten streng religiös (pietistisch) orientiert. Anders als die anderen Orden nahmen sie auch Bürger (Nichtakademiker) und Offiziere auf. Der Ordenseid wurde auf das Evangelium abgelegt. Die Ordenszahl war die heilige Drei.
Die Direktion des Ordens lag in den Händen des Logenmeisters und eines freien Ausschusses, der wöchentliche Sitzungen hielt, monatliche Versammlungen der ganzen Gesellschaft veranstaltete und die Mitglieder (auch des Ausschusses) zur Verantwortung zog. Die Ähnlichkeiten in Selbstverständnis und Struktur der heutigen Corps sind unverkennbar.
Ausschuss
Logenmeister oder Senior
Unterlogenmeister oder Subsenior
Repräsentant
Ergänzungs-Beamter
Kassen-Beamter
Sekretär

### Göttingen
Von der „Göttingschen Loge“ (1786 oder 1785) sind ein „Kurtzer Auszug aus der Geschichte und den Gesetzen des Ordens zum Gebrauch bei Receptionen“ und eine Mitgliederliste in der Niedersächsischen Staats- und Universitätsbibliothek Göttingen erhalten. Die Mitgliederliste umfasst 185 Namen.

„Der Bund der Eintracht, in welchen Sie jetzt aufgenommen zu werden wünschen, ist eine geheime Gesellschaft in Rücksicht auf ihre innere Verfassung, deren Erhalt eine geheimnisvolle Einkleidung nothwendig macht. … Alle Zwecke der Unitisten vereinigen sich zur Erfüllung des höchsten und letzten Zweckes jedes sittlich vernünftigen Wesens, der Ausbildung aller seiner Dienste zur höchsten sittlichen Vollkommenheit.“

Jedem Mitglied versprach der Orden „Zutrauen, Freundschaft und Bruderliebe“ sowie „Schutz, Beistand und thätige Hilfe in jeder Noth und Gefahr“.
Die gegen den Zweikampf eingestellten Schokoladisten lösten ab 1792 Unruhen in Jena aus, die im gesamten Heiligen Römischen Reich zu einer Untersuchung und Verfolgung und schließlich dem Verbot aller Studentenorden führten.
Die Orden in Göttingen wurden daher im Oktober 1794 durch die Regierung in Hannover ebenfalls verboten und in der Folge durch die Universitätsbehörden scharf verfolgt. Im Zuge dieser Untersuchungen wurde der Senior der Unitisten im Dezember 1795 relegiert, der Sekretär Hahn erhielt das Consilium abeundi. Der Orden wurde dadurch im Gegensatz zu den weiteren Göttinger Orden erheblich geschwächt. Gleichwohl bestand der Orden im Untergrund bis 1798 fort. Auch der Sekretär konnte einige Monate später an die Universität zurückkehren und blieb bis 1798 ohne Unterbrechung in seinem Amt.
Wohl zu Unrecht wird behauptet, dass „von 1795 an ein nicht unbeachtlicher Teil der Göttinger Landsmannschaft Guestphalia und von 1798 ab die Mitglieder der Curonia Göttingen wohl vollständig in den Unitistenorden eingetreten seien“. Zu den Mitgliedern gehörte Bernhard Jacob Friedrich von Halem.
Göttinger Logenmeister
Anton Günter Tannen – 1786
Graf Heinrich von der Goltz – 1787
Christian Hermann Giese – 1788
Hans Detlev von Hammerstein – 1788
Graf Adolf Theophil von Moltke – 1788
Georg Heinrich Wilhelm von Weyhe – 1789
Wilhelm Chassot von Florencourt – 1789
Ernst Friedrich Wilhelm Marschall von Bieberstein – 1790
Carl Wilhelm Kopp – 1791
Ernst von Meltzing – 1792
O. C. Nottlbeck – 1792
Bernhard Bollhagen – 1794–1796
Christoph Heinrich Heydorn – 1795
Peter zur Mühlen – 1795
Friedrich von Wissel – 1798
von Sass – 1798
Balthasar Christoph Friedrich von Rieben – 1798–1799

## Weitere Mitglieder
- Johan Jacob Anckarström (1762–1792), Mörder des schwedischen Königs Gustav III.
- Carl Friedrich Wolf Feuerstein (1786–1856), deutscher Arzt, der sich als preußischer Spion im Königreich Westphalen betätigte und später als Angehöriger des Lützowschen Freikorps an den Befreiungskriegen teilnahm. Er war ein langjähriger Freund von Friedrich Ludwig Jahn.
- Friedrich Ludwig Jahn (1778–1852), deutscher Pädagoge und Initiator der Turnbewegung
- Ernst Friedrich Herbert zu Münster (1766–1839), deutscher Staatsmann und Politiker im Dienste des Vereinigten Königreiches und des Hauses Hannover, Ministerpräsident des Königreichs Hannover
- Kaspar Detlev von Schulte (1771–1846), wurde aber „wegen seines kalten Benehmens“ bald wieder von der Gemeinschaft ausgeschlossen.[11]
- Karl Ludwig von Woltmann (1770–1817), deutscher Historiker, Autor und Diplomat